# Edvard Westermarck
Edvard Alexander Westermarck (Helsinki, 20 novembre 1862 – Tenhola, 3 settembre 1939) è stato un antropologo e filosofo finlandese, di lingua madre svedese.

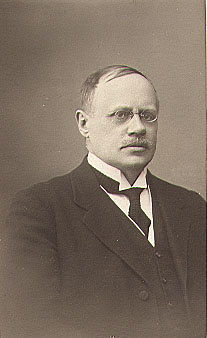
Edvard Westermarck

Claude Lévi-Strauss lo definì "l'ultimo e il più famoso rappresentante della scuola antropologica inglese", l'esponente di una "corrente di pensiero che rinnovò la nostra comprensione della morale e della società".

## Biografia
Edvard (o Edward) Westermarck nasce a Helsinki, figlio di Nils Christian Westermarck, professore di latino presso l'Università di Helsinki, e di Constance Gustava Maria Blomqvist, figlia del bibliotecario della stessa università. Sua sorella Helena Westermarck fu pittrice e scrittrice e si occupò a fondo della condizione della donna in Finlandia
Appartenente alla colta e benestante minoranza di lingua svedese della Finlandia, Westermarck s'iscrisse all'Università di Helsinki nel 1881. All'età di venticinque anni intraprese lo studio dell'inglese, in modo da poter leggere, tra le altre, le opere di Charles Darwin nella loro lingua originale. Ciò era particolarmente insolito nell'ambito accademico finlandese del periodo, dominato dall'influenza dell'idealismo e della cultura filosofica tedesca, che Westermarck trovava però insoddisfacenti, preferendo l'empirismo di Herbert Spencer e John Stuart Mill.
Nel 1887 Westermarck si recò in Inghilterra per un soggiorno di studi presso il British Museum. Fu durante questo soggiorno che Westermarck scrisse la sua prima opera, la dissertazione dottorale The History of Human Marriage, la quale ottenne un successo scientifico pressoché immediato, inaugurando anche il filone principale della riflessione sociologica e antropologica dell'autore, portato avanti per tutta la carriera: quello sull'istituzione del matrimonio.
In Inghilterra Westermarck trovò un ambiente sicuramente ospitale, e strinse amicizia con molti intellettuali, tra cui il poeta Edmund Gosse e il filosofo e psicologo James Sully. Dal 1907 fino al 1931 insegnò sociologia alla London School of Economics e Filosofia all'Università di Helsinki prima, alla Åbo Akademi di Turku poi, compiendo anche frequenti soggiorni in Marocco per studiare sul campo la cultura e le tradizioni di questo paese. Durante il proprio incarico a Turku Westermarck fu anche rettore, ed ebbe modo di partecipare ai negoziati condotti dalla Lega delle Nazioni riguardo alla questione delle Åland.
Westermarck morì il 3 settembre 1939 a Tenhola.

## Lo studio dei costumi sessuali
Nella prima opera Westermarck studiò a fondo le origini dell'istituzione del matrimonio, criticando duramente il mito di una presunta "promiscuità originaria" e adottando un approccio evolutivo per analizzare il legame affettivo tra i due sessi. Le conclusioni di quello che è probabilmente uno tra i primi tentativi seri di applicare la teoria darwiniana allo studio del comportamento e delle istituzioni culturali umane è che "non vi sia mai stato alcuno stadio nella storia sociale dell'umanità in cui il matrimonio non è esistito, essendo questa istituzione con tutta probabilità un'eredità di un progenitore scimmiesco". Questa tesi, che fa di Westermarck un precursore ante litteram della psicologia evoluzionistica e della sociobiologia, mostra a sua volta il suo debito con il pensiero anglosassone e l'illuminismo scozzese, in questo caso con Henry Home, che aveva sostenuto una tesi analoga nel suo Sketches of the history of man.
Sempre riguardo allo studio dei costumi sessuali c'è da ricordare i risultati, piuttosto stravaganti per il periodo ma scientificamente attuali, delle sue ricerche sull'omosessualità. Westermarck mostra infatti nelle sue opere come l'omosessualità sia un comportamento diffuso verticalmente attraverso le epoche storiche e orizzontalmente lungo le culture. La sua criminalizzazione è soltanto il frutto di alcune particolari forme storico-culturali, come il Cristianesimo, dal momento che, secondo Westermarck l'omosessualità è un fenomeno pienamente naturale, sia nel senso etico del termine che in quello più propriamente biologico.
Westermarck fu inoltre il primo ad studiare il fenomeno di imprinting sessuale invertito che avviene tra persone cresciute assieme in età infantile: esse tenderebbero infatti a non sposarsi tra di loro, rispettando il tabù dell'incesto anche se non sono unite da una parentela di sangue. Il fenomeno porta il nome di effetto Westermarck, ed è stato recentemente studiato nei kibbutzim israeliani. La teoria del tabù dell'incesto di Westermarck differisce da quella di Sigmund Freud perché considera il tabù il prodotto di forze naturali innate, negando così che possa esistere un'attrazione sessuale naturale tra consanguinei che renda necessaria la creazione di proibizioni sociali all'incesto. Non si tratta, questo, dell'unico punto di disaccordo tra Westermarck e Freud, in quanto il primo sarà un acerrimo critico in tutta la sua carriera della teoria del complesso di Edipo.

## La teoria della morale
Westermarck scrisse due opere riguardanti la filosofia morale, The origin and development of the moral ideas (definita da Georg Henrik von Wright come la più importante opera filosofica scritta da un finlandese) e Ethical relativity. Entrambe le opere mettono a frutto la cultura antropologica di Westermarck e le sue ricerche sul campo effettuate in Marocco. Nella loro parte più propriamente filosofica si possono rintracciare chiaramente l'influenza di David Hume, de L'origine dell'uomo di Charles Darwin e, soprattutto, della Teoria dei sentimenti morali di Adam Smith.
Westermarck mostra di parteggiare per una interpretazione soggettivistica dell'etica: nessun principio etico è oggettivamente valido, i giudizi morali discendono da emozioni e sentimenti e non da principi puramente razionali, non esistono verità morali assolute. In Ethical relativity Westermarck s'impegna ancora più a fondo nel dimostrare l'impossibilità che esistano giudizi morali portatori di verità oggettive, criticando l'edonismo, l'utilitarismo, l'etica evoluzionistica di Spencer, il razionalismo e le teorie del senso morale. Gli argomenti adoperati in questo lavoro critico sono sostanzialmente i soliti adottati dal relativismo morale, rafforzati dalla sua vasta cultura antropologica. Westermarck sostiene che la persistenza della tradizione oggettivistica in etica è legata principalmente a quella che sarebbe una nostra tendenza naturale di esseri sociali: quella di oggettivare le nostre emozioni, ovvero di pretendere che la nostra esperienza soggettiva possieda una realtà oggettiva e universale fuori di noi.
In queste opere Westermarck si è inoltre impegnato a dimostrare come sussista una continuità tra i principi morali usualmente impiegati nelle società e i sentimenti retributivi premorali insiti naturalmente in noi, ed è qui che si nota il debito più consistente con Adam Smith e la sua idea che il risentimento sia uno degli impulsi principali che origini il nostro senso naturale del torto e del giusto. Le emozioni retributive umane, positive e negative, sono alla base secondo Westermarck di gran parte delle istituzioni morali umane e dei suoi comportamenti sociali.

## La critica al cristianesimo
Westermarck divenne agnostico quando era studente universitario, e rimase tale per tutta la vita. Come antropologo trattò ovviamente numerose volte l'argomento della religione, ma l'opera principale al riguardo rimane Christianity and morals, opera scritta con l'intento di obiettare alla teoria per cui l'Occidente debba la sua cultura scientifica all'importanza attribuita nei secoli dal Cristianesimo all'idea di verità. Westermarck sostiene piuttosto che questa importanza derivi dall'Illuminismo, e per difendere la sua tesi cerca di ricostruire un bilancio dell'influsso sulla cultura e società occidentale del cristianesimo, concludendo che questo influsso è stato sicuramente più negativo che positivo: sia sul piano della morale (Westermarck riprende in quest'opera la polemica sull'omosessualità), sia su quello culturale, sostenendo l'antitesi tra il sistema di ricerca della verità adottato dal metodo scientifico e quello proprio della rivelazione religiosa.

## L'interesse per l'Islam
Un ulteriore campo d'interesse del grande studioso finnico fu l'Islam. Apprezzati furono alcuni suoi eccellenti lavori, tra cui Sul culto dei santi nel Marocco, pubblicato negli Atti del XIIème Congres Internationale des Orientalistes (Roma, 1899, III 1, pp. 151–78); Ritual and belief in Morocco (Londra, 1926):; Pagan survivals in Mohammedan civilization (London, Macmillan and co., limited, 1933), tradotta in francese da R. Godet col titolo Survivances païennes dans la civilisation mahométane (Parigi, Payot, 1935).

## Edizioni italiane di Westermarck
Traduzione parziale di The Origin and Development of the Moral Ideas [vol. I, cap. XX]:
E. Westermarck, La vendetta di sangue, traduzione e postfazione di Fabrizio Sciacca, ETS, Pisa 1993, ISBN 887741717X.
E. Westermarck, " Origine e sviluppo delle idee morali. L'amore omosessuale" (Trad. parziale, Edizione del Giano, Roma 2004)

## Selezione delle principali edizioni delle opere monografiche di Westermarck
1.	The History of Human Marriage [1891].
		Macmillan, London 1925, 3 voll.
2.	Responsabilité morale des dommages accidentels.
		V. Giard et E. Brière, Paris 1900.
3.	The Origin and Development of the Moral Ideas [1906-1912].
		Books for Libraries Press, Freeport,   New York 1971  (rist. della II ed.),   2 voll.
4.	Religion och magi.
		A. Bonnier, Stockholm 1907.
5.	Der Krieg; soziologische Studie.
		F. Dietrich, Leipzig 1909.
6.	Kristendom och moral, några ord om den kristna kyrkans inflytande på moralen.
		A. Bonnier, Stockholm 1910.
7.	Ur sedernas historia.
		A. Bonnier, Stockholm 1912.
8.	Ceremonies and Beliefs connected with Agriculture, Certain Dates of the Solar Year, and the Weather in Morocco.
		Akademiska Bokhandeln, Helsingfors 1913.
9.	Nomina im status absolutus und status annexus in der südmarokkanischen Berbersprache.
		Akademiska Bokhandeln, Helsingfors 1914.
10.	Moralen uppkomst och utveckling.
		P.A. Norstedt och söners förlag, Stockholm 1916.
11.	The Moorish Conception of Holiness (Baraka).
		Akademiska Bokhandeln, Helsingfors 1916.
12.	Sex år i Marocko.
		A. Bonnier, Stockholm 1918.
13.	The Belief in Spirits in Morocco.
		Åbo Akademi, Åbo 1920.
14.	The Origin of Sexual Modesty.
		J.E. Francis, London 1921.
15.	A Short History of Marriage.
		Macmillan, London-New York 1926.
16.	Ritual and Belief in Morocco.
		Macmillan and co., London 1926.
17.	The Goodness of Gods.
		Watts and co., London 1926.
18.	Äktenskapets historia i dess huvuddrag.
		Natur och Kultur, Stockholm 1927.
19.	Minnen ur mit liv.
		H. Schildt, Helsingfors 1927.
20.	Marriage.
		J. Cape and H. Smith, New York 1932.
21.	Wit and Wisdom in Morocco; a Study of Native Proverbs. With the Assistance of Sheeref  ‘Abdes-Salam el- Baqqali.
		G. Routledge and Sons, London 1930.
22.	Blodshämnd bländ marockanska Berber.
		Åbo Akademi, Åbo 1931.
23.	Early Beliefs and their Social Influence.
		Macmillan and co., London 1932.
24.	Ethical Relativity.
		Kegan Paul, Trench, Trubner and co., London 1932.
25.	Moraalin synty ja kehitys.
		Söderström, Porvoo 1933.
26.	Three Essays on Sex and Marriage.
		Macmillan and co., London 1934.
27.	Äktenskapets framtid i västerlandet.
		A. Bonnier, Stockholm 1936.
28.	The Future of Marriage in Western Civilisation.
		Macmillan and co., London-New York 1936.
29.	Christianity and Morals.
		Kegan Paul, Trench, Trubner and co., London 1939.